# Price’s Mill

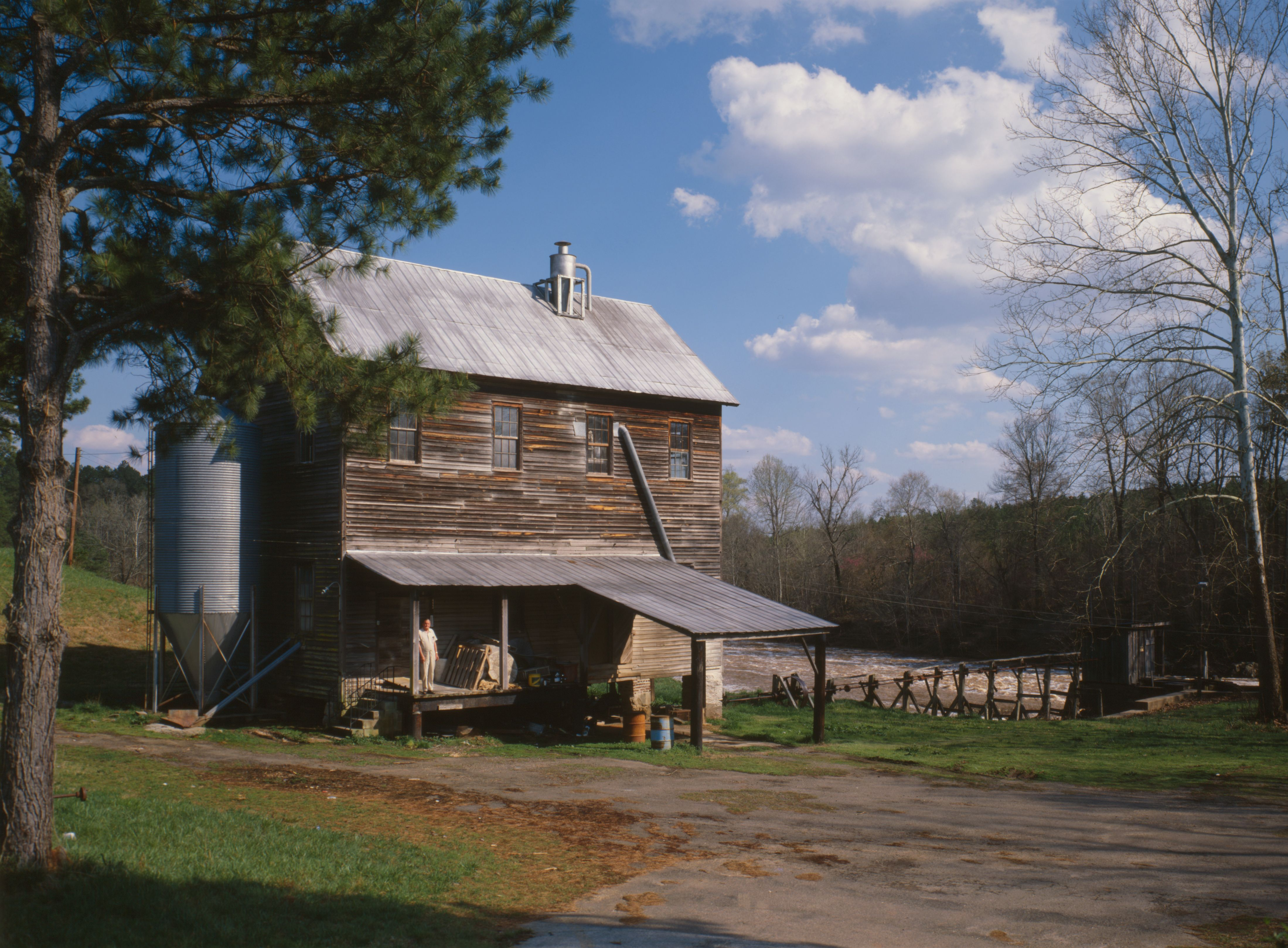
Price’s Mill (1987)

Price’s Mill, auch als Calliham’s Mill (Callaham’s Mill), Stone’s Mill und Park’s Mill bekannt, ist eine wassergetriebene Getreidemühle etwa 3 km östlich von Parksville am South Carolina Highway 33-138 (der Price’s Mill Road) bei Stevens Creek im McCormick County. Im Geographic Names Information System ist die Mühle als Prices Mill verzeichnet. Sie wurde in den 1890er Jahren erbaut und wurde am 22. November 1972 ins National Register of Historic Places eingetragen. Zu diesem Zeitpunkt war sie eine von wenigen noch bestehenden wassergetriebene Getreidemühlen South Carolinas.

## Geschichte
David Calliham kam eigentlich aus Virginia und erwarb um 1768 Land am Stevens Creek im Ninety-Six District, South Carolina. Er baute an dem Bach eine Getreidemühle. Calliham starb vor 1784.
Zusätzlich zur Maismühle bestanden in der Nähe eine Baumwollentkörnungsmaschine und Getreidemühle diese wurden aber von Hochwassern vernichtet.
Die heutige Mühle wurde in den 1890er Jahren gebaut. Von 1910 an betrieb sie R. A. Price, der teilweise an allen sieben Tagen der Woche tätig war und wöchentlich bis zu 6400 kg Maismehl erzeugte. Price starb 1968. Später wurde die Mühle von seinem Sohn übernommen; zu diesem Zeitpunkt ging die Auftragsmüllerei zurück und die Mühle kaufte Mais an, um daraus Maismehl zu mahlen. John M. Price betrieb die Mühle Anfang der 1970er Jahre drei Tage in der Woche und produzierte so wöchentlich rund 3200 kg weißes und gelbes Maismehl, das er unter der eigenen Marke der Mühle in den Geschäften im McCormick County und im Greenwood County absetzte. Price beschäftigte einen Mitarbeiter.
Mindestens seit 2003 ist die Mühle außer Betrieb.

## Architektur

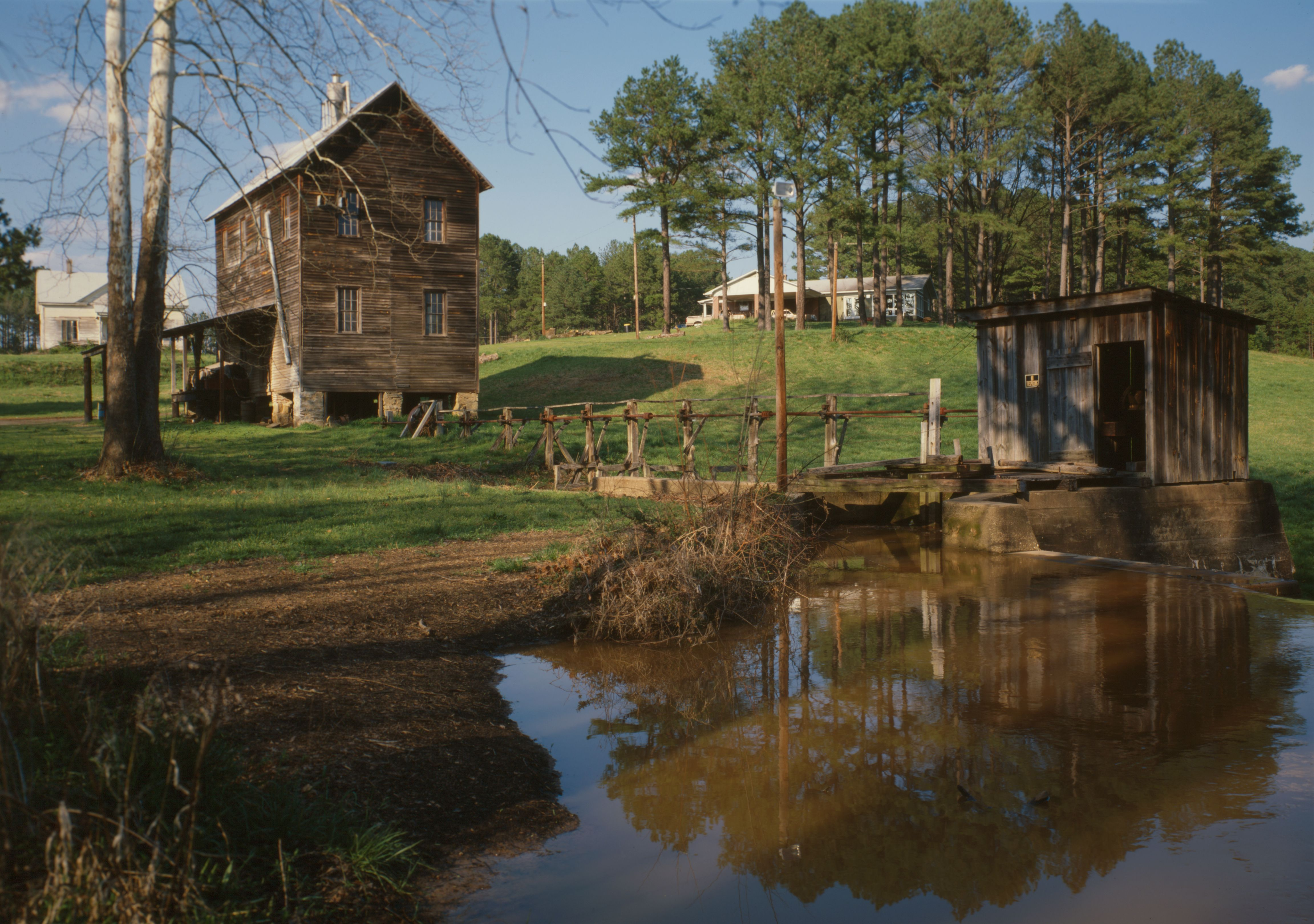
Kraftübertragung

Die Mühle ist ein zweistöckiges in Ständerbauweise errichtetes Gebäude mit Satteldach. Sie ist aus grob behauenen Kiefernholz gebaut. Die freigestellten Balken messen 30 cm auf 30 cm; sie sind verzapft und verdübelt. Das Fundament des Gebäudes ist aus Backsteinen gemauert. Ein stählerner Fliehkraftabscheider ist auf Fotografien erkennbar.
Die burr-type Mühlsteine haben einen Durchmesser von 107 cm und befinden sich in einer hölzernen Einkastung. Der obere Mühlstein hat ein rundes Loch, beim unteren Mühlstein ist die Öffnung quadratisch. Der Mais wurde durch einen Trichter eingefüllt und entleert sich in eine Wanne. Der obere Stein konnte angehoben oder gesenkt werden, je nach der gewünschten Feinheit des Endprodukts.
Ein Staudamm aus Steinen und Mörtel, der zu Beginn des 19. Jahrhunderts gebaut wurde, staute den Stevens Creek auf. Er wurde 1913 durch einen 4 m hohen Betondamm ersetzt. Die Kraft wird vom Fluss über eine 15 m lang Welle zu einem hölzernen Wagenrad unter dem Mühlengebäude übertragen.